# Batalha do Monte Saint-Quentin
A Batalha do Monte Saint-Quentin foi uma batalha da Frente Ocidental ocorrida durante a Primeira Guerra Mundial. Como parte da contra-ofensiva Aliada na Frente Ocidental no final de 1918, o Corpo Australiano atravessou o rio Somme na noite de 31 de agosto e quebrou as linhas alemãs no Monte Saint-Quentin e Péronne. O comandante do 4.º Exército britânico, general Henry Rawlinson, descreveu o avanço australiano de 31 de agosto a 4 de setembro como a melhor conquista alcançada na guerra. Durante a batalha, as tropas australianas atacaram, cercaram e controlaram o Monte Saint-Quentin, um ponto-chave da defensiva alemã na linha do Somme.

## Antecedentes
Os Aliados estavam atrás dos alemães e o grande obstáculo para atravessarem o rio Somme era o Monte Saint-Quentin que, situado numa curva do rio, dominava toda a posição. O monte tinha apenas 100 metros de altura mas era um ponto-chave da defesa alemã da linha do Somme, e a última posição forte alemã. Ficava virado para o rio Somme a um quilômetro e meio a norte de Péronne. A sua localização fazia dele um ponto ideal para observação e, em termos estratégicos, era uma zona de defesa das aproximações por norte e oeste à cidade.
As forças australianas tinham pela frente o LI Corpo alemão, parte do 2º Exército, liderado pelo general Max von Boehn. De acordo com o historiador oficial australiano, Charles Bean, os arquivos alemães apontam "que o LI Corpo tinha antecipado a ofensiva... As divisões de linha receberam ordens para aumentar a sua profundidade e as divisões de contra-ataque para estarem prontas." Bean afirma que o LI Corpo controlava a 5ª Divisão Real Bávara, a 1ª Divisão de Reserva alemã e a 119ª Divisão de Infantaria alemã. O 94ª Regimento de Infantaria (unidade do IV Corpo de Reserva alemão) também estava envolvido na batalha.

## Batalha

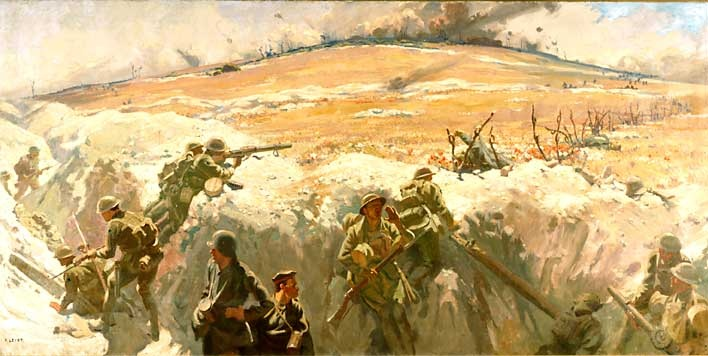
Captura do Monte Saint Quentin pintado por Fred Leist (1920).

A ofensiva foi planeada pelo general John Monash; Monash planeou um assalto frontal de alto-risco que previa que a 2ª Divisão australiana atravessasse uma série de pântanos para atacar o monte. O plano fracassou quando as tropas de assalto não conseguiram atravessar os pântanos. Após este revés inicial, Monash mobilizou as suas divisões naquela que foi a única batalha em que se pode movimentar sem qualquer baixa sofrida pelos australianos na Frente Ocidental.
Soldados da 2ª Divisão atravessaram a margem norte do rio Somme na tarde de 30 de agosto. Às cinco horas da manhã de 31 de agosto de 1918, apoiados pela artilharia, dois batalhões australianos subiram o Monte Saint-Quentin. A rendição alemã foi quase imediata e os australianos continuaram para a principal linha de trincheiras alemã. Entretanto, na retaguarda, outros soldados australianos atravessaram o Somme por uma ponte que os engenheiros repararam. As forças australianas não conseguiram manter o controle do Monte Saint-Quentin e as reservas alemãs reconquistaram o cume. Porém, os australianos ficaram mais abaixo do cume do monte e, no dia seguinte, recapturaram o monte. Nesse dia, 1º de setembro de 1918, as forças australianas entraram em Péronne e tomaram grande parte da cidade. No dia seguinte, ficou totalmente nas mãos dos australianos. Em três dias, as forças australianas sofreram 3 000 baixas mas conseguiram forçar uma retirada geral dos alemães para leste, de volta à Linha Hindenburg.

## Rescaldo
Revendo a batalha, Monash relatou que o sucesso se deveu à bravura dos homens, à rapidez com que o plano foi cumprido e à ousadia da tentativa. No seu livro Australian Victories in France, Monash homenageia o comandante da 2ª Divisão, major-general Charles Rosenthal, que tinha a responsabilidade das operações. Monash, e o seu pessoal, responsável pela concepção do projecto e pelo bom cumprimento dos planos.
A vitória Aliada na Batalha do Monte Saint-Quentin provocou um forte abalo a cinco divisões alemãs, incluindo a 2ª Divisão de Guardas de Infantaria, uma unidade de elite. Como a posição era muito importante para controlo do terreno a leste do Monte Saint-Quentin, garantia que os alemães não seriam capazes de bloquear os Aliados a oeste da Linha Hindenburg (a mesma posição de onde os alemães lançaram a ofensiva na Primavera). Foram feitos 2 600 prisioneiros e 3 000 baixas, entre mortos e feridos.
Os seguintes militares receberam a Cruz Vitória:
- Albert David Lowerson, 21º Batalhão australiano, natural de Myrtleford, Vitória
- Robert MacTier, 23º Batalhão australiano, natural de Tatura, Vitória
- Edgar Thomas Towner, 2º Batalhão de Metralhadoras,de Blackall, Queensland

Todos eles faziam parte da 2ª Divisão australiana.